# Palaeonema phyticum
Palaeonema phyticum is een uitgestorven plantenparasitair aaltje, die in het vroege Devoon voorkwam. Het aaltje behoort tot de familie Palaeonematidae. Palaeonema phyticum is het oudst bekende fossiele aaltje en parasiteerde op Aglaophyton major. Het kwam voor in de huidmondjes van deze plant.
Palaeonema phyticum was tot 890 µm lang en 28 µm dik. De cuticula had transversale striae. De mond had iets van elkaar verschillende lippen met elk een seta, een stijve, maar toch buigzame, haarvormige structuur, en spiraalvormige amfiden. Het voorste gedeelte van de buisvormige mondholte was sterk gesclerotiseerd met aan de voet verdikkingen en een niet gesclerotiseerd gedeelte. Het achterste gedeelte was iets vergroot met aan het uiterste eind kliernuclei. De cilindervormige farynx had geen vernauwing en geen verdikking in het midden. De vulva zat op ongeveer 40% van de lichaamslengte en er waren twee, omgebogen baarmoeders. De verlengde staart eindigde in een opgezwollen punt.
George Poinar Jr. plaatste in 2011 de familie in de orde Enoplida.